# Alexandre Satorras i Capell
Alexandre Satorras i Capell (El Vendrell, 1900-Barcelona, 1967 - Barcelona 1967) fou un filòsof i pedagog

## Biografia
Fill d'un registrador de la propietat a Mataró. Va cursar el batxillerat a l'escola Maristes Valldemia. Entre 1958 i 1963 va ser director del Patronat d'Ensenyament Mitjà de Mataró que havia de posar en marxa un Institut de secundària a la ciutat: el COPEM. Catedràtic de Filosofia i pedagog, va acceptar dirigir l'Institut que, poc després de la mort, portaria el seu nom. Es va guanyar aviat el respecte i la consideració per part de tota la ciutat. Participà en la vida cultural de la capital del Maresme. Entre 1961 i 1965 fou membre del jurat del Premi Iluro.
El 1966 va ser designat director de l'Institut Joan d'Àustria de Barcelona. El desembre d'aquell any va resultar atropellat per una motocicleta a la Rambla Catalunya de Barcelona. El dia 1 de gener de 1967 va morir a l'Hospital Clínic a conseqüència de les ferides causades. En el butlletí interior de l'Institut Joan d'Àustria de març de 1967 dedicat a Alexandre Satorras es diu: "La Bondat –així, en majúscula– tenia un altre nom: es deia Alexandre Satorras."
Va estar casat amb Àngels Ferrer i Sensat, nascuda el 18 de maig del 1904 a Barcelona, filla de Rosa Sensat, una de les més destacades veus renovadores de la pedagogia catalana del segle passat.